# Stein (Probstei)
Stein ist eine Gemeinde in der Probstei im Kreis Plön in Schleswig-Holstein.

## Geografie

### Geografische Lage

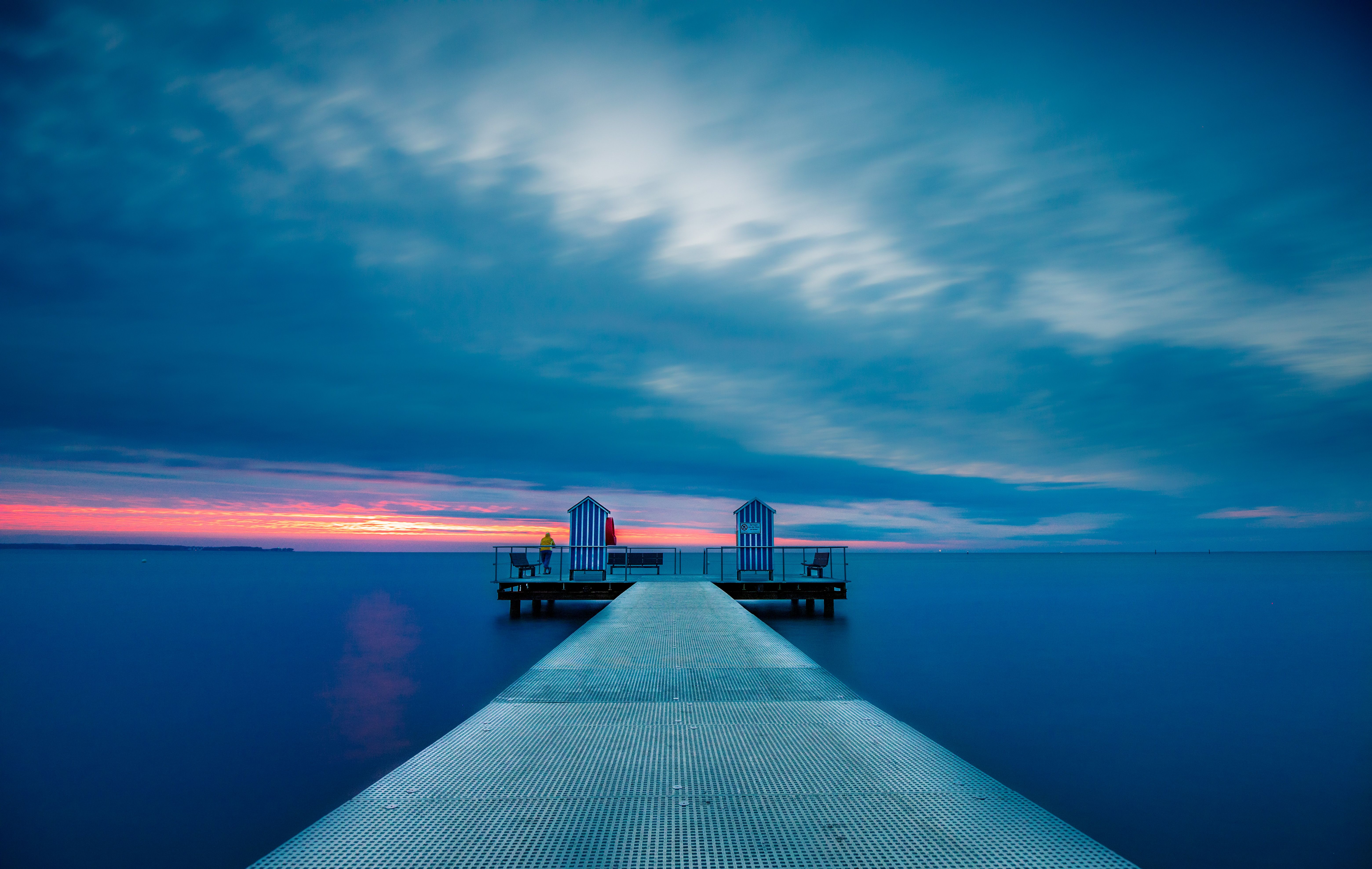
Steiner Mole im Juni 2021

Das Gemeindegebiet von Stein erstreckt sich auf dem Ostufer der Kieler Außenförde im Bereich des Naturraums Ostholsteinisches Hügel- und Seenland (Haupteinheit Nr. 702) ca. 20 km nördlich der Landeshauptstadt Kiel.

### Ortsteile
In der Gemeinde Stein liegen insgesamt fünf benannte Siedlungsplätze, im Fachjargon als Wohnplätze bezeichnet. Neben dem für die Gemeinde namenstiftenden Dorf sind es Ellernbrook und Feldscheide, beides kategorisierte Häusergruppen, die Wirtshaussiedlung Neustein und die Hofsiedlung Hohenstein.

### Nachbargemeinden
Direkt an das Gemeindegebiet von Stein grenzen:
|       |                                             |          |
|       | Kompassrose, die auf Nachbargemeinden zeigt |          |
| Laboe | Lutterbek                                   | Wendtorf |

## Geschichte
Der Ort Stein besteht etwa seit dem Jahre 1240.
Die Gemeinde gehörte dem Amt Probstei-West an. Seit dessen Auflösung zum 1. Juni 1970 ist sie Teil des Amts Probstei.

## Politik

### Gemeindevertretung
Bei der Kommunalwahl am 14. Mai 2023 wurden insgesamt elf Sitze vergeben. Von diesen erhielt die CDU sieben Sitze und die SPD vier Sitze.

### Wappen
Blasonierung: „In Blau ein silberner Wellenbalken, darüber eine nach Art eines oben gekappten Stufengiebels gebaute silberne Steinbrücke, darunter ein goldener Plattfisch. In den Oberecken und in der Öffnung der Brücke je eine goldene Rapsblüte.“

## Wirtschaft und Verkehr
Die Gemeinde entwickelte sich in den letzten 30 Jahren verstärkt von einem Fischer- und Bauerndorf zu einem Ort, in dem der Tourismus inzwischen eine bedeutende Rolle spielt.
Die Gemeinde ist im motorisierten Individualverkehr durch die parallel zum Küstenstreifen in Ost-West-Richtung angelegte Plöner Kreisstraße 30 erschlossen. Die Straße endet an der entlang der östlichen Gemeindegrenze nach Wendtorf angelegten Kreisstraße 44. Beide Verkehrswege haben Anschluss an die parallel weiter südlich verlaufenden Trasse der Bundesstraße 502.
Im ÖPNV ist der Ort durch insgesamt drei Buslinien (Nrn. 120, 210 und 218) der Verkehrsbetriebe Kreis Plön u. a. ausgehend vom Bahnhof in Schönberg angebunden.

## Sehenswürdigkeiten
Der westliche Teil des Gemeindegebietes ist Teil des Landschaftsschutzgebietes (LSG) Hagener Au von Probsteierhagen bis zur Einmündung in die Ostsee und Umgebung sowie die Ostseeküste zwischen Laboe und Stein. Im Osten an der Hafeneinfahrt von Wendtorfer Strand ist ein kleiner Teil des Gemeindegebietes in das europäische NATURA-2000-Schutzgebiet FFH-Gebiet Küstenlandschaft Bottsand - Marzkamp und vorgelagerte Flachgründe einbezogen. Im Westen zieht sich das Gemeindegebiet grob bis in das Niederungsgebiet der Hagener Au. Der Flusslauf und der östliche Uferbereich im Gemeindegebiet sind Teil des FFH-Gebietes Hagener Au und Passader See.
Siehe auch Liste der Kulturdenkmale in Stein (Probstei)